# Woldstedtius karafutensis
Woldstedtius karafutensis är en stekelart som först beskrevs av Tohru Uchida 1957.  Woldstedtius karafutensis ingår i släktet Woldstedtius och familjen brokparasitsteklar. Inga underarter finns listade i Catalogue of Life.